# Евріном
Евріно́м (дав.-гр. Εὐρύνομος) або Е́вномос (англ. Evnomos) — у давньогрецькій міфології — уособлення тліну, демон, що жив в Аїді й пожирав тіла померлих; зображувався у вигляді страховиська з синім обличчям та вишкіреними зубами.